# Yoshiaki Sato
Yoshiaki Sato, född 19 juni 1969 i Osaka prefektur, Japan, är en japansk tidigare fotbollsspelare.